# Acrocephalus griseldis
Acrocephalus griseldis là một loài chim trong họ Acrocephalidae.